# نهائي كوبا ليبرتادوريس 2003
نهائي كوبا ليبرتادوريس 2003 هو النهائي الرابع والأربعون من بطولة كوبا ليبرتادوريس التي ينظمها اتحاد أمريكا الجنوبية لكرة القدم (كونميبول)، ووصل إليه نادي بوكا جونيورز الأرجنتيني ونادي سانتوس البرازيلي. أقيمت مباراة الذهاب في 25 يونيو على ملعب بوكا جونيورز، لا بومبونيرا، وأقيمت مباراة الإياب في 2 يوليو في ملعب بالوغراندي بمدينة مانيزاليس الكولومبية. وكان الفوز من نصيب بوكا جونيورز.

## عن الفريقين
| فريق         | نهائيات سابقة (الخط العريض يشير لسنة الفوز) |
| ------------ | ------------------------------------------- |
| بوكا جونيورز | 1963, 1977, 1978, 1979, 2000, 2001          |
| سانتوس       | 1962 , 1963                                 |